# Dryopteris borbasii
Dryopteris borbasii là một loài dương xỉ trong họ Dryopteridaceae. Loài này được Litard mô tả khoa học đầu tiên năm 1910.
Danh pháp khoa học của loài này chưa được làm sáng tỏ. 